# 亞美尼亞河流列表
亞美尼亞河流列表，列舉全部或部分在亞美尼亞境內的河流，並依照流域排列。支流則由河口至源頭排序。

## 注入裏海
- 庫拉河：跨國河流
  - 阿拉斯河：跨國河流，中流為亞美尼亞與土耳其、伊朗界河。
    - 拉茲丹河
    - 阿胡良河：跨國河流，下流為亞美尼亞與土耳其界河。

  - 阿克斯塔法河：跨國河流，下游位於亞塞拜然境內。
  - 德貝特河：跨國河流，下游位於喬治亞、亞塞拜然境內。